# Johan 4. af Portugal
Johan 4. (portugisisk: Dom João IV) (født 18. marts 1604 - død 6. november 1656) var konge af Portugal fra 1640 til 1656.
Johan, hertug af Braganza, var beslægtet med huset Aviz, der regerede Portugal indtil 1580. Efter et oprør imod spanieren Filip 3. blev han udråbt til konge og grundlagde Huset Braganza, der herskede over Portugal indtil 1910.
Johan var også komponist.
Hans datter Katarina blev gift med Karl 2. af England i 1662; hendes medgift inkluderede de portugisiske kolonier Mumbai og Tanger.
1. ↑  Navnet er anført på engelsk og stammer fra Wikidata hvor navnet endnu ikke findes på dansk.
2. ↑  Navnet er anført på engelsk og stammer fra Wikidata hvor navnet endnu ikke findes på dansk.